# طوفان سفید ۳
طوفان سفید ۳: بهشت یا جهنم (به انگلیسی: The White Storm 3: Heaven or Hell) یک فیلم اکشن، جنایی و درام محصول سال ۲۰۲۳ سینمای هنگ کنگ به کارگردانی هرمان یائو با بازی آرون کووک، لوئیس کو و شان لائو است. این فیلم دنباله موضوعی فیلم ۲۰۱۹، طوفان سفید ۲ با خط داستانی و شخصیت‌های جدید است.
این فیلم برای اولین بار در مارس ۲۰۲۰ اعلام شد و قرار بود تولید آن در ژوئیه همان سال آغاز شود. پس از چندین تأخیر به دلیل همه‌گیری کووید ۱۹، تولید این فیلم به‌طور رسمی در ژوئن ۲۰۲۱ آغاز شد و در اکتبر ۲۰۲۱ به پایان رسید. در ۲۷ ژوئیه ۲۰۲۳ منتشر شد.

## داستان
افسر پلیس مخفی چونگ کین هانگ (آرون کووک) به کارتل هنگ سوچای (شان لائو) ارباب مواد مخدر نفوذ کرده‌است. یک بار در طی یک تصادف، افسر مخفی دیگری آئو چی یوئن نیز اعتماد چئونگ و هونگ را به دست می‌آورد و هر سه آنها یک پیوند برادرانه تشکیل می‌دهند. هنگامی که تجارت مواد مخدر هنگ در هنگ کنگ توسط پلیس منهدم شد، او به همراه چونگ و آئو به مثلث طلایی می‌گریزد. با این حال، به‌طور تصادفی او یک خبر دریافت می‌کند که یک پلیس مخفی مخفیانه در اطراف او پنهان شده‌است.

## انتشار فیلم
طوفان سفید ۳: بهشت یا جهنم در بیست و دومین جشنواره فیلم آسیایی نیویورک در پانورامای هنگ کنگ در ۲۰ ژوئیه ۲۰۲۳ در آمریکای شمالی نمایش داده شد، در نتیجه اکران آن در چین تا ۶ ژوئیه به تعویق افتاد. سرانجام این فیلم در ۲۷ ژوئیه ۲۰۲۳ در هنگ کنگ اکران شد.

## گیشه
طوفان سفید ۳: بهشت یا جهنم در آخر هفته افتتاحیه خود در هنگ کنگ با فروش ۵٫۴۹۶٫۸۳۰ دلار هنگ کنگ (۷۰۵٫۰۱۱ دلار آمریکا) پس از چهار روز اول اکران و مجموع فروش ۵٫۵۲۱٫۹۱۰ دلار هنگ کنگ (با ۷۰۸٫۲۲۷ دلار آمریکا) در هنگ کنگ در رتبه ۴ قرار گرفت. این فیلم در دومین آخر هفته خود با فروش ۴٫۹۸۱٫۴۴۶ دلار هنگ کنگ (۶۳۷٫۷۱۴ دلار آمریکا) در رتبه ۴ باقی ماند، در حالی که تاکنون مجموعاً ۱۰٫۵۰۳٫۸۲۱ دلار هنگ کنگ (۱٫۳۴۴٫۶۷۸ دلار آمریکا) فروخته‌است.